# Władysław Michalski (architekt)

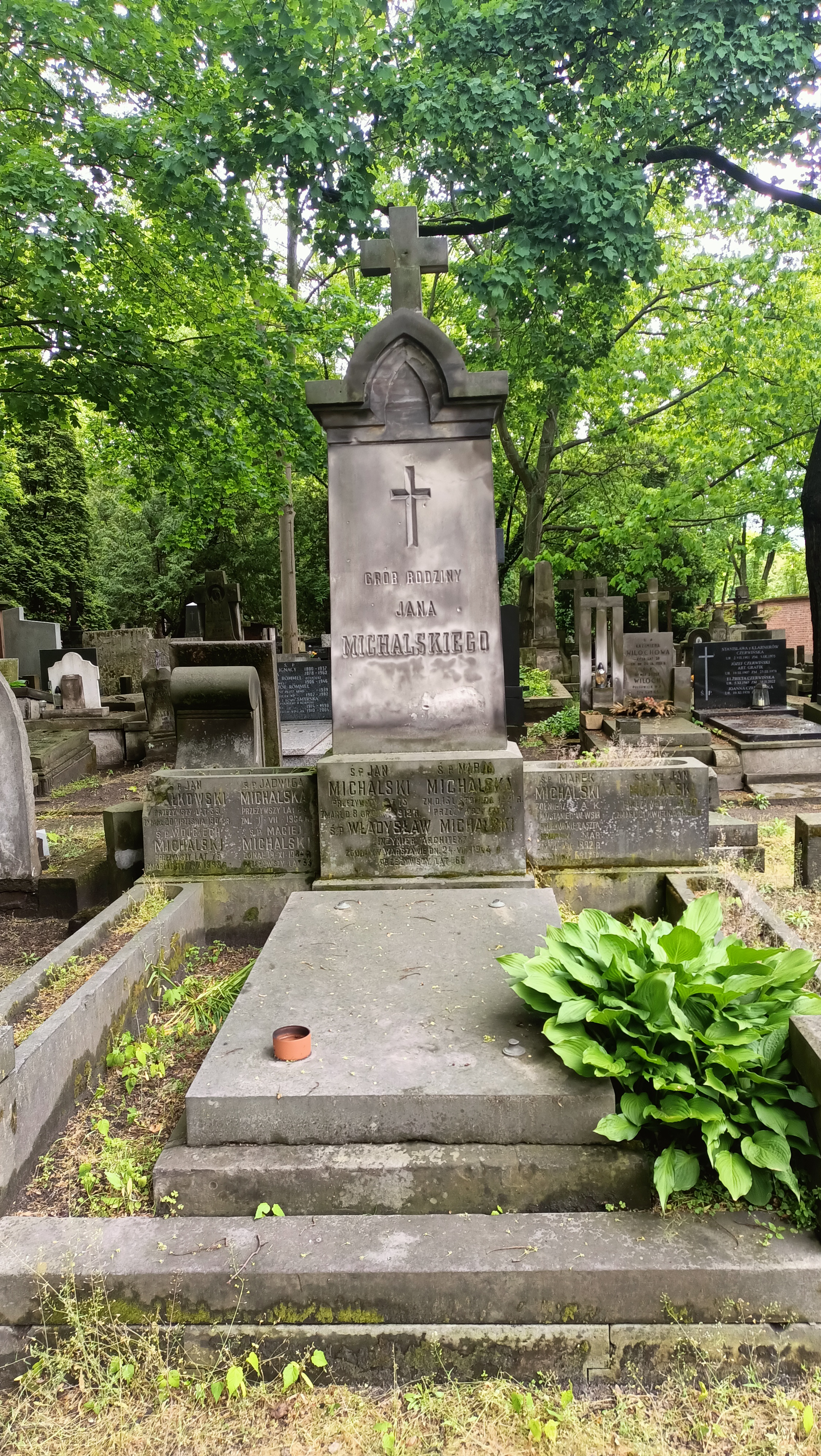
Grób Władysława Michalskiego na cmentarzu Powązkowskim

Władysław Michalski (ur. 1879, zm. 24 sierpnia 1944 w Warszawie) – polski architekt, urbanista i nauczyciel akademicki.

## Życiorys
Studiował na Wydziale Architektury Politechniki w Rydze, uzyskując dyplom w 1908.
Po powrocie do Polski prowadził aktywne życie zawodowe. Brał udział w wielu konkursach architektonicznych. Udzielał się także w środowisku architektów. W 1925 wszedł w skład komitetu założycielskiego miesięcznika branżowego „Architektura i Budownictwo”. W latach 1927–1928 piastował stanowisko prezesa Towarzystwa Urbanistów Polskich. Należał także do Koła Architektów w Warszawie, pełniąc w 1930 funkcję zastępcy prezesa organizacji. Ponadto przystąpił w 1934 do Oddziału Warszawskiego Stowarzyszenia Architektów Rzeczypospolitej Polskiej (SARP).
Pracował jako nauczyciel akademicki na Wydziale Architektury Politechniki Warszawskiej. Wykładał prawodawstwo i politykę budowlaną. Natomiast na Wydziale Inżynierii Lądowej nauczał budowy i regulacji miast. Awansował do stanowiska docenta.
W końcu lat 30. był rzeczoznawcą urbanistycznym Związku Miast Polskich. Natomiast w 1939 został członkiem Komisji Rewizyjnej Stowarzyszenia Przyjaciół Muzeum Wojska.
Podczas okupacji niemieckiej przebywał w stolicy. Zginął w zbombardowanym domu podczas powstania warszawskiego w 1944. Został pochowany na cmentarzu Stare Powązki.

### Hobby
Poza zajęciami zawodowymi zajmował się kolekcjonowaniem dzieł sztuki.

## Dokonania
Był autorem planu rozbudowy Kalisza, który w 1926 został wybrany do realizacji.

### Konkursy
- Projekt planu regulacyjnego Kalisza (1915) – współautor: Edmund Bartłomiejczyk (projekt zakupiony)
- Projekt planu regulacyjnego Dzielnicy Staromiejskiej i Powiśla między mostami Kierbedzia i kolejowym w Warszawie (1916) – współautorzy: Edmund Bartłomiejczyk, Konstanty Jakimowicz, Władysław Wróbel i Marian Żurkowski (III nagroda)
- Projekt rozplanowania i parcelacji dzielnicy Powiśle przy wiadukcie Poniatowskiego (1917) – współautorzy: Mieczysław Kozłowski i Edmund Bartłomiejczyk (I nagroda)
- Projekt na gmach Urzędu Wojewódzkiego i Sejmu Śląskiego w Katowicach (1923) – współautor: Jan Heurich (III nagroda ex aequo)